# Transport kolejowy w Austrii

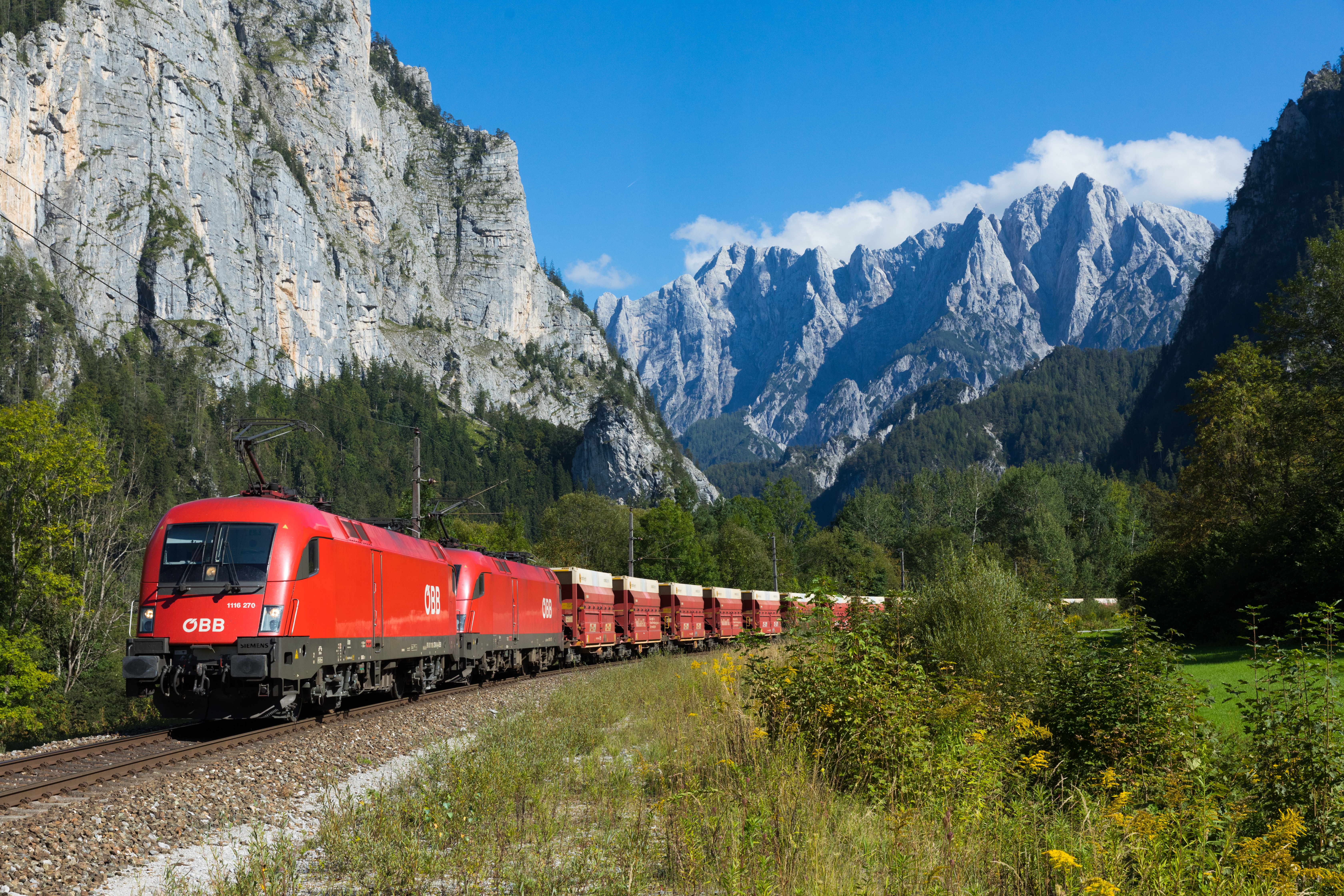
Pociąg towarowy ÖBB

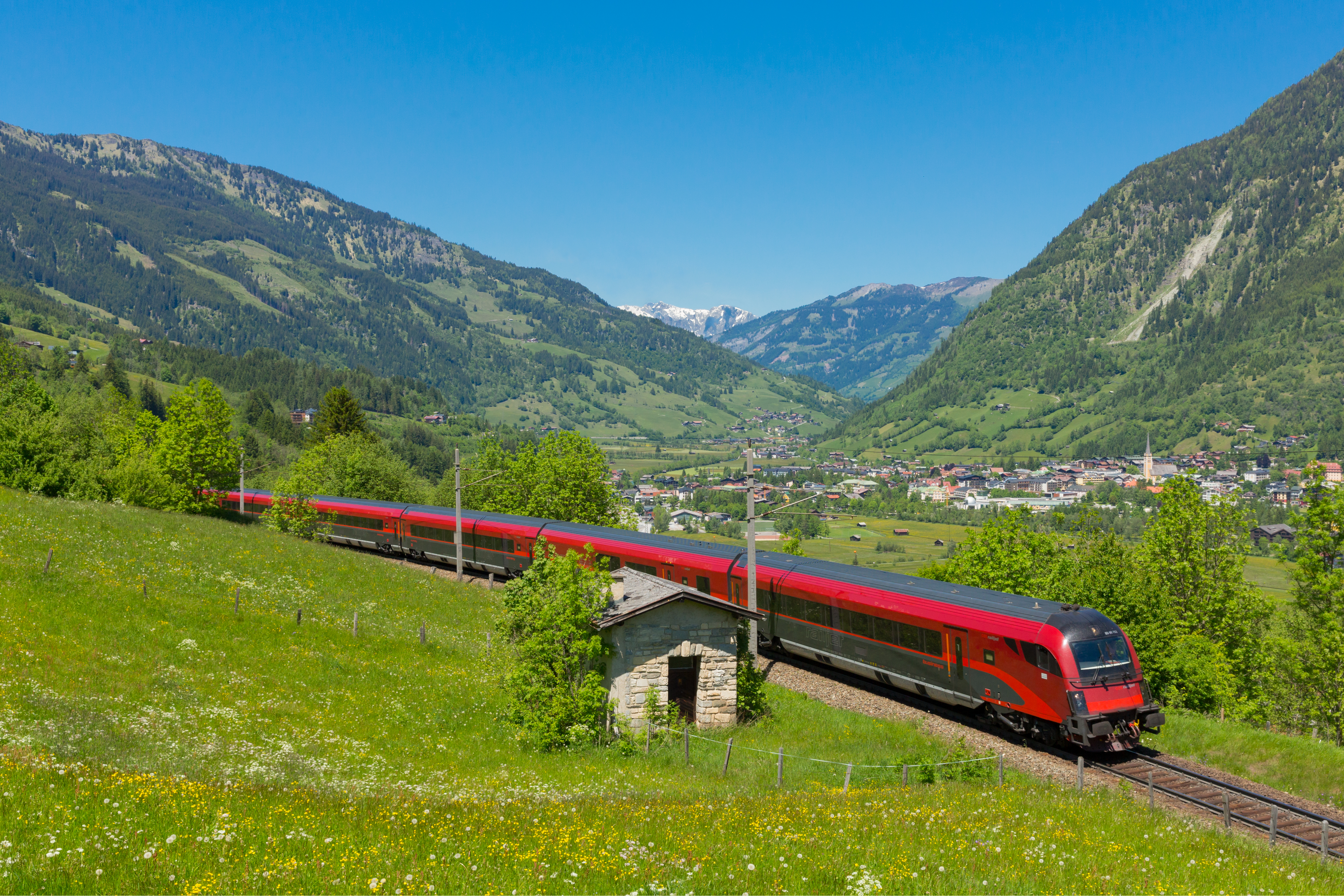
Skład Railjet w pobliżu Bad Hofgastein

Transport kolejowy w Austrii – system transportu kolejowego działający na terenie Austrii.
W Austrii istnieje 6123 km linii kolejowych z czego 3523 km jest zelektryfikowanych. Linie mają normalny rozstaw szyn – 1435 mm. Narodowy przewoźnik to Österreichische Bundesbahnen (ÖBB).

## Infrastruktura
Napięcie obowiązujące na liniach zelektryfikowanych to 15 kV 16,7 Hz.

## Historia
Pierwszą linię kolejową w Austrii o trakcji konnej uruchomiono w 1825 roku. Połączyła ona Linz z Budweis. W 1837 roku otwarto linię Wien Florisdorf – Wagram o trakcji parowej.
W 1923 roku powołano Österreichische Bundesbahnen (ÖBB). Podczas dwudziestolecia międzywojennego zelektryfikowano główne szlaki.
Działania wojenne II wojny światowej przyniosły ogromne straty. Zniszczeniu uległo 2705 km linii i 381 mostów oraz dużo taboru. Po wojnie kontynuowano elektryfikację głównych linii. Do 1952 roku zelektryfikowano łącznie 1300 km toru, a ogólnie pod siecią było 40% szlaków.